# Knoet V van Denemarken
Knoet V, Knoet Magnusson (1129 – Roskilde, 9 augustus 1157) was koning van Denemarken van 1146 tot 1157. Hij was een zoon van Magnus Nilsson van Denemarken en Rikissa van Polen.
Knoet V heerste alleen in Jutland, waar zijn neef Sven III alleen heerste in Seeland. Een langdurige burgeroorlog volgde waarin Waldemar (I) (een zoon van Knoet Lavard en kleinzoon van Erik I) zich ook mengde.
Na de troonsafstand van koning Erik III verklaarde de aristocratie van Jutland hem tot hun koning. De volgende jaren probeerde Knoet V vergeefs om zijn neef Sven III in Seeland te verslaan. In 1151 werd hij uit Denemarken verdreven en zijn verzoek aan Sven III om hem hulp te bieden resulteerde in het feit dat hij alleen als regent namens Sven III kon blijven heersen in Jutland.
Knoet ging een geheim verbond aan met Waldemar, de zoon van zijn vaders oude rivaal, wat er toe leidde dat Sven III in 1154 moest vluchten en Knoet, nu samen met Waldemar, heerser in Jutland en Seeland werd. Na een nieuwe oorlog zou Knoet na een bereikt vredesakkoord in 1157 heerser over Seeland blijven, waarbij Sven over Skåne zou gaan heersen, maar tijdens het afsluitend banket ter gelegenheid hiervan (het later zogenoemde Bloedfeest van Roskilde) werd hij, naar wat wordt aangenomen, vermoord door een van Svens mannen.
De halfzuster van Knoet V, Sophia van Minsk, was getrouwd met Waldemar I. Die zou hem nog hetzelfde jaar wreken in Grathe Heath.
Knoet V was getrouwd met Helena van Zweden, een dochter van koning Sverker I van Zweden. Hun kinderen waren:
- Brigitte, getrouwd met Bernhard van Saksen
- Niels de Heilige (1150-1180), monnik
- Waldemar (1157-1236), vanaf 1182 bisschop van Sleeswijk
- Hildegard (ca. 1159-),[1][2] getrouwd met vorst Jaromir I van Rügen